# Liceo Escolar de Lérida
El Liceo Escolar fue una institución educativa de Lérida fundada el año 1906 por la pareja de maestros Frederic Godàs Legido y Victorina Vila Badia, junto con otros colaboradores de gran valía personal y profesional. Entre ellos destacaban Antoni Sabater, Humbert Torres y José Estadella.

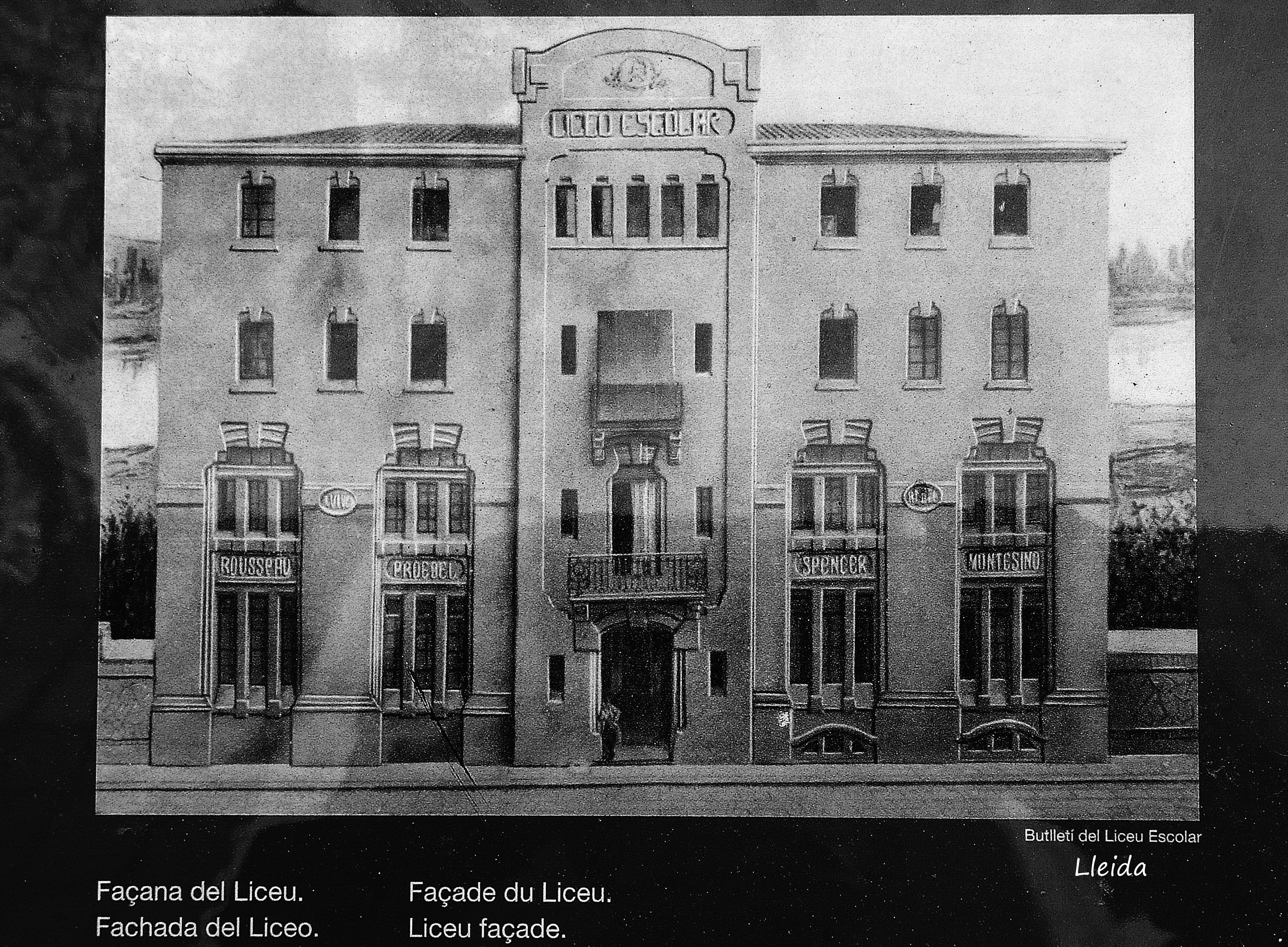
Litografía del desaparecido Liceo Escolar de Lleida.

## Historia del Liceo Escolar
Inspirados por la obra y el pensamiento de Francisco Ferrer Guardia, la pareja creó esta institución educativa con la intención de introducir un modelo pedagógico basado en la Escuela Moderna, la cual tenía en la igualdad, la libertad, la ayuda mutua en lo personal y laboral, y en el saber compartir sus pilares básicos. Se trataba de una escuela pública, gratuita y no confesional, en la que se realizaban actividades como intercambios culturales, excursiones, conferencias, exposiciones y gimnasia, y que incluso poseía una publicación propia.
La escuela tuvo una excelente aceptación por parte de la ciudadanía ilerdense, creciendo el número de alumnos de forma sostenida hasta el punto de alcanzar las 500 plazas tras su fusión con la Academia Sant Lluís.
En 1911 Victorina Vila emprendió, con el mismo proyecto pedagógico, la escuela femenina Minerva.
Su creación coincidió con la apertura de otros centros similares como fueron la Escola Horaciana, fundada por Pau Vila, Vallparadís, fundada per Alexandre Galí y la escuela Mont d'Or de Manuel Ainaud Sánchez. Todas con la voluntad de seguir el camino abierto por Francisco Ferrer Guardia y su Escuela Moderna.
La escuela se fundó en 1906 en la calle Caballeros, número 20. Su crecimiento fue muy grande por lo que, en 1908, el Liceo Escolar se fusionó con la academia San Luis y pasaron a ocupar sus instalaciones, ubicadas en la misma calle, en el edificio conocido como Casa Maranyosa, número 42.
Debido a este aumento en el número de alumnos las instalaciones de la calle Caballeros volvieron a quedar pequeñas y se inició la construcción de un nuevo edificio en la Avenida Blondel. Pero este edificio, mientras se construía, también quedó pequeño, y fue necesario añadir una planta más.
En 1912 se inauguraba el nuevo edificio del Liceo en la avenida Blondel. Fue una muestra casi única del estilo modernista y contribuyó al embellecimiento urbanístico de la ciudad. Al inaugurarse este edificio, se integraron también las alumnas del colegio Minerva, fundado por Victorina Vila.
A lo largo de los siguientes años, por causa de que diversas instituciones de los municipios de los alrededores de Lérida pidieron sumarse al proyecto, el Liceo Escolar abrió delegaciones en distintas poblaciones leridanas, en un interés de aplicar un modelo escolar novedoso, que trataba a sus alumnos con total igualdad a pesar de las diferencias sociales que se mantenían en una provincia con una sociedad compuesta, de forma importante, de campesinos y labradores.
Las delegaciones más importantes fueron las de:
- Balaguer en 1914.
- Almacellas en 1916.
- Castellserá en 1917.
- Bellcaire de Urgel en 1918.
- Alcampell en 1919.
- Bellvís en 1920.

El 16 de julio de 1920, Federico Godás, su fundador, murió en Sénaillac (Francia). La dirección de la escuela continuó en manos de los mismos profesores que hasta entonces habían trabajado en el centro y, en 1929, mosén Juan Montaner pasó a ser director.

## Los Bombardeos de Lérida y la destrucción del Liceo Escolar
El final de la escuela fue trágico. Durante la Guerra Civil Española, a las 15:40 horas del día 2 de noviembre de 1937, el Liceo Escolar fue destruido junto al mercado de Sant Lluís y a los edificios circundantes, durante los Bombardeos de Lérida, hechos por aliados del bando franquista. Siempre se había establecido que el bombardeo se llevó a cabo por la Legión Cóndor, de la Alemania Nazi, pero un estudio realizado por los periodistas Jordi Guardiola y José Carlos Miranda ha demostrado la autoría de la Aviazione Legionaria Italiana, la cual era la aviación de la Italia Fascista.
Durante el ataque murieron 48 niños y varios profesores que en aquellos momentos daban clase, al igual que muchos civiles que esperaban la apertura del mercado. La cifra total de fallecidos fue de 250, 300 o 700 personas, según fuentes, todas ellas civiles. Nunca se podrá saber con total seguridad si el bombardeo fue un error o un objetivo militar, dada la vinculación de la escuela con las juventudes republicanas de Lérida.
Algunas fuentes afirman que el objetivo inicial era la fábrica electroquímica de Flix, en Tarragona, pero que las condiciones meteorológicas obligaron a los atacantes a modificar los planes. Aunque lo cierto es que el ataque sobre Lérida y los objetivos perseguidos dejan poco margen a las ideas del azar y los errores. Según los franquistas, el Liceo Escolar era una fábrica de republicanos y catalanistas. "Rojos", en su argot. Además, cuando los franquistas ocupan la ciudad en 1938, los falangistas que los acompañaban fusilaron las lápidas del cementerio rotuladas en catalán, a la par que las de las víctimas de la masacre del Liceo Escolar.
El franquismo silenció durante años el bombardeo a civiles, haciendo desaparecer los registros de entrada en el cementerio, al igual que el tomo correspondiente en el registro de defunción del Ayuntamiento de Lérida, la Paeria.

## El homenaje, Memoria, Dignidad y Vida
En 2006 el Ayuntamiento de Lérida instaló una escultura en el lugar donde se ubicaba el Liceo Escolar, titulada Memoria, Dignidad y Vida. Se trata de una obra de Agustín Ortega que representa una figura humana que ha caído al suelo, y está hecha con una única plancha de metal, que es el mismo material de los envoltorios de las bombas que se arrojaron sobre Lérida. La finura de la plancha y las ondulaciones aplicadas evocan la ligereza, la ingravidez, de una hoja caída ya que, como dijo el escultor, quería participar de la naturalidad con la que "las hojas caen al suelo donde un día cayeron en él las bombas".
La escultura tiene unas dimensiones de 4,9 metros de longitud por 1,7 metros de altura. Es una pieza que está pensada para poder rodearla e ir entendiéndola en su conjunto desde todos sus puntos de vista. Agustín Ortega explicó que su pretensión es "homenajear a las víctimas por el dramatismo de unas vidas truncadas a las que se les tomó la posibilidad de desarrollarse".
En 2010 el Ayuntamiento de Lérida y el Memorial Democrático señalizaron el Liceo Escolar con un atril que cuenta la historia de la institución y su violento final.

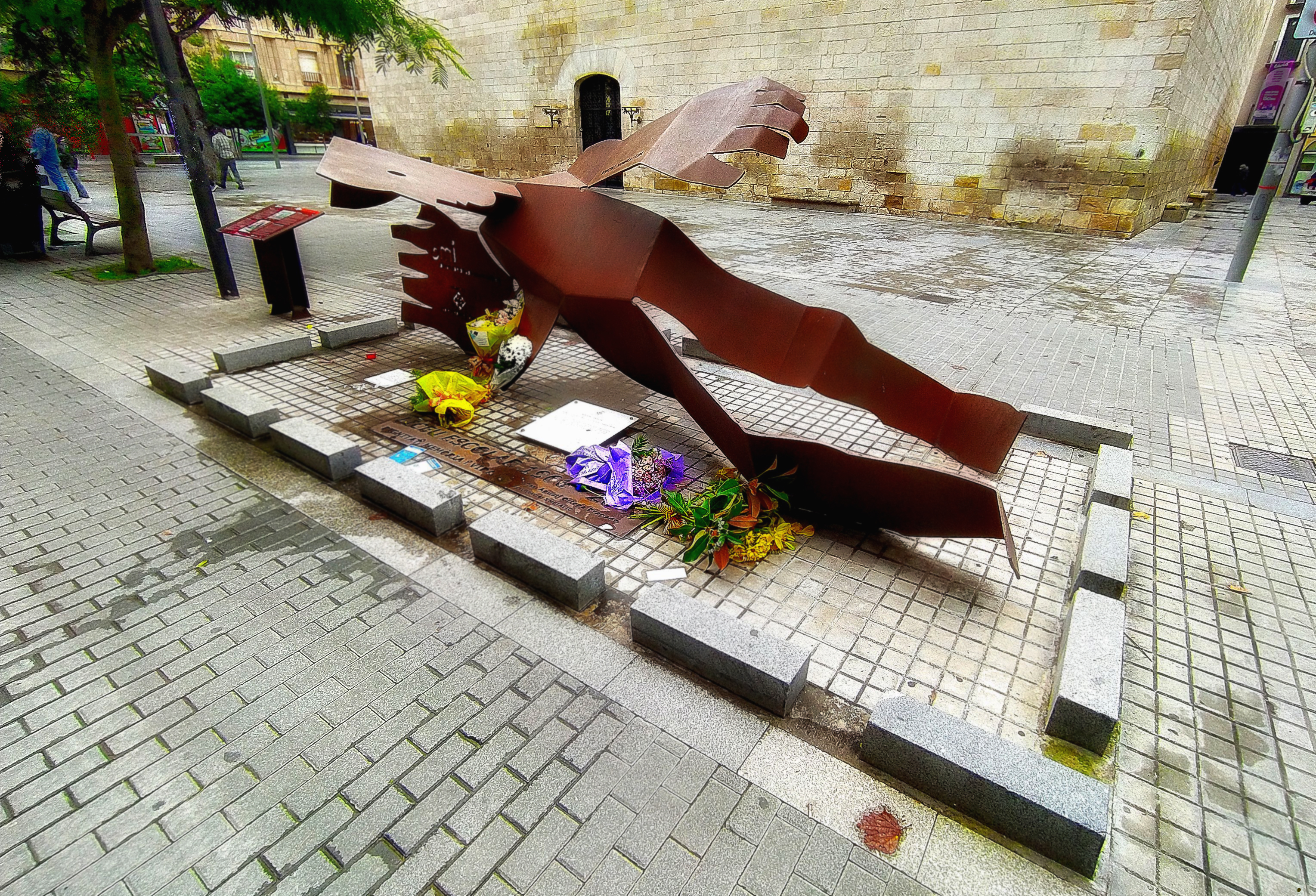
Lugar de memoria tras décadas de silencio.